# Elite One 2000
Il campionato era formato da sedici squadre e il Fovu Baham vinse il titolo.

## Classifica finale
| Pos. | Squadra              | G  | V  | N  | P  | GF | GS | Punti |
| ---- | -------------------- | -- | -- | -- | -- | -- | -- | ----- |
| 1    | Fovu Baham           | 30 | 17 | 8  | 5  | 42 | 18 | 59    |
| 2    | Cotonsport Garoua    | 30 | 15 | 8  | 7  | 41 | 19 | 53    |
| 3    | Union Douala         | 29 | 13 | 8  | 8  | 34 | 23 | 51    |
| 4    | Sable                | 30 | 11 | 12 | 7  | 39 | 26 | 45    |
| 5    | Tonnerre Yaoundé     | 30 | 11 | 11 | 8  | 34 | 30 | 44    |
| 6    | Stade Bandjoun       | 30 | 11 | 10 | 9  | 23 | 28 | 43    |
| 7    | Canon Yaoundé        | 29 | 11 | 9  | 9  | 34 | 34 | 42    |
| 8    | Racing Bafoussam     | 30 | 10 | 9  | 11 | 31 | 33 | 39    |
| 9    | Cintra Yaoundé       | 30 | 9  | 12 | 9  | 28 | 31 | 39    |
| 10   | Espérance            | 29 | 11 | 4  | 14 | 28 | 36 | 37    |
| 11   | Kumbo Strikers       | 30 | 8  | 13 | 9  | 21 | 21 | 37    |
| 12   | Girondins Ngaoundéré | 30 | 9  | 8  | 13 | 27 | 35 | 35    |
| 13   | Olympic Mvolyé       | 30 | 9  | 8  | 13 | 33 | 41 | 35    |
| 14   | Caïman Douala        | 30 | 9  | 7  | 14 | 31 | 30 | 34    |
| 15   | Port Douala          | 30 | 8  | 9  | 13 | 25 | 31 | 33    |
| 16   | Panthère Bangangté   | 29 | 4  | 8  | 17 | 13 | 34 | 20    |